# Hellen Saohaga
Hellen Glenda Saohaga, née le 12 décembre 1987, est une athlète handisport salomonienne, spécialiste du lancer du poids et du lancer du disque.

## Biographie
Hellen Saohaga naît le 12 décembre 1987 dans les îles Salomon. Dès la naissance, elle a des jambes déformées et se déplace en fauteuil roulant.
En mars 2012, elle participe au lancer de poids dans une compétition à Brisbane. En vertu du principe d'universalité des Jeux olympiques, elle reçoit alors une invitation aux Jeux paralympiques d'été de 2012. On découvre alors qu'elle n'a pas de matériel approprié pour la compétition, et le comité paralympique australien lui en fait faire sur mesure. Elle est la première athlète paralympique de l'histoire de son pays, participant au lancer du poids F57–58, et est de facto également porte-drapeau de la délégation,. Elle s'entraîne avec l'équipe d'Australie, ainsi que plusieurs délégations océaniennes, au château de Cardiff.
Elle finit quinzième de la compétition, battant son record personnel avec une distance de 5,23 mètres et devenant la deuxième habitantes des îles Salomon la mieux classée de l'histoire olympique, derrière l'haltérophile Wendy Hale qui était arrivée douzième aux Jeux olympiques de 2008. Dix-sept compétitrices participent à l'événement, et elle bat Nephtalie Jean Louis, de Haïti, et Rodah Mutale de la Zambie.
Aux Jeux du Pacifique de 2015, elle participe au lancer de disque ainsi qu'au tennis de table handisport,. Elle perd contre Roden Merewalesi, des Fidji, et Vero Paul Nime de la Papouasie-Nouvelle-Guinée, arrivant troisième sur trois.